# Peperomia kędzierzawa

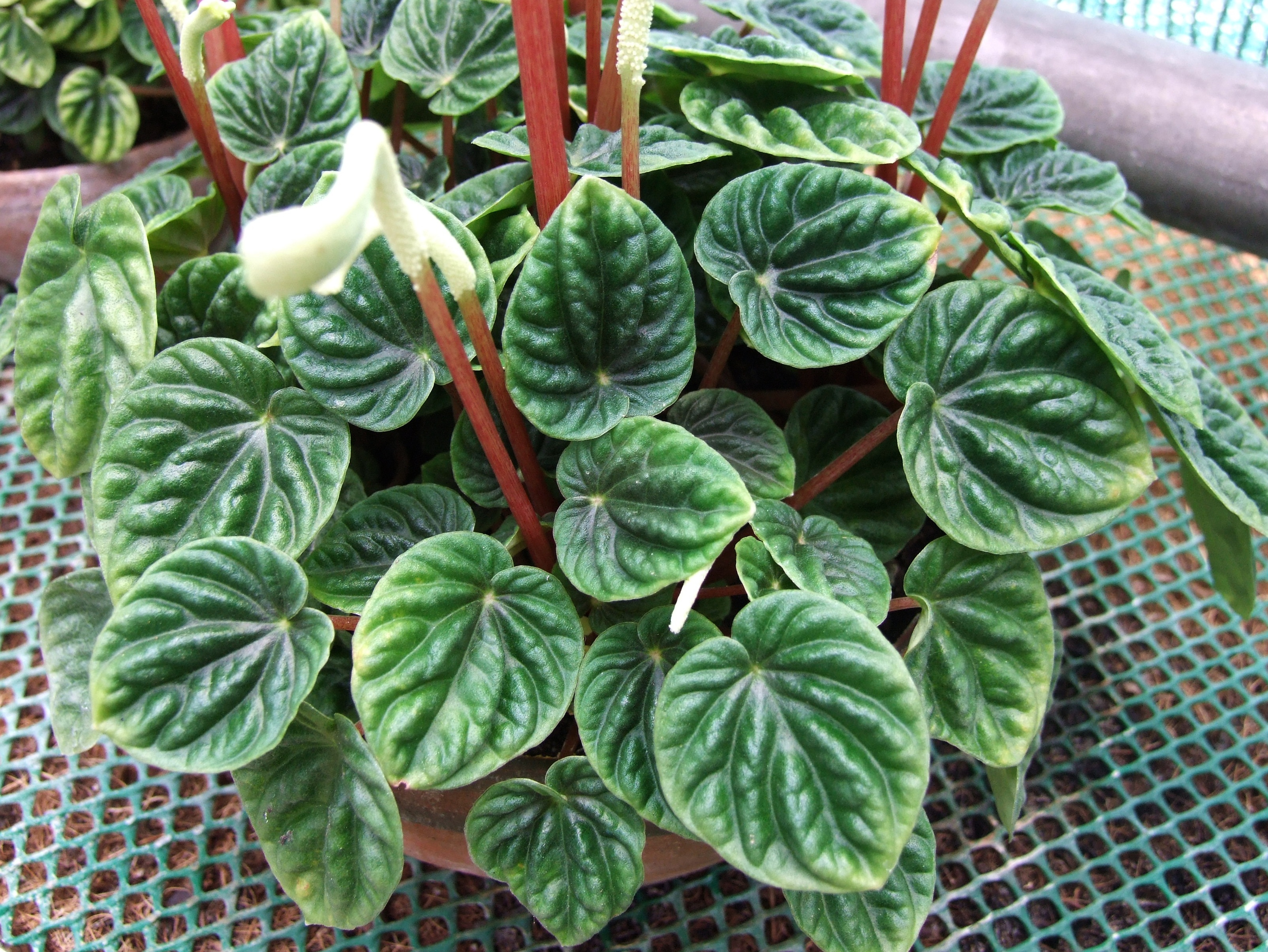

Peperomia kędzierzawa (Peperomia caperata) – gatunek rośliny z rodziny pieprzowatych. Pochodzi z tropikalnych obszarów Ameryki Południowej i Środkowej. W Polsce jest uprawiany jako ozdobna roślina pokojowa i jest jedną z częściej uprawianych peperonii.

## Morfologia
Jest krzaczastą byliną o wysokości do 15 cm. Ma pojedyncze, ciemnozielone, szerokoowalne i mięsiste liście z charakterystycznymi, wgłębionymi nerwami. Wyrastają na różowych ogonkach i mają długość do 5 cm. Liście są głównym walorem ozdobnym tej rośliny, ale ozdobne są również białe kwiaty wyrastające na grubych głąbikach. Istnieją też kultywary o pstrych liściach.

## Uprawa
- Podłoże. Najlepsza jest próchniczna ziemia kwiatowa na podłożu z torfu.
- Wilgotność. Wymaga dużej wilgotności powietrza, szczególnie gdy jest ciepło, jednakże jest bardzo wrażliwa na nadmierne podlewanie powodujące gnicie jej korzeni. Podlewa się ją rzadko; w lecie raz na tydzień, zimą co 14–18 dni, koniecznie wodą bezwapienną. Można ustawić jej doniczkę na podkładzie ze stale wilgotnego torfu, w zimie lepiej przetrzymywać ją w kuchni, gdzie jest bardziej wilgotno.
- Oświetlenie. Nie musi natomiast stać w pełnym słońcu, w swoim naturalnym środowisku bowiem rośnie pod drzewami. Bezpośrednie światło powoduje odbarwianie jej liści, wystarczy jej średnie oświetlenie.
- Temperatura. W lecie nie powinna przekroczyć 24 °C, w zimie nie powinna być niższa niż 16 °C
- Rozmnażanie. Dokonuje się przez ukorzenienie całego liścia wraz z ogonkiem liściowym podobnie jak liść fiołka afrykańskiego. Liść z ogonkiem należy umieścić w naczyniu z wodą w taki sposób, aby blaszka liściowa znajdowała się nad powierzchnią wody. Po wypuszczeniu korzonków liść sadzi się do doniczki z ziemią i pielęgnuje jak roślinę macierzystą. Sadzonkę z liścia można też zanurzeniu w ukorzeniaczu, posadzić do piasku lub ziemi liściowej, przykryć folią i trzymać w temperaturze ok. 18 °C.
- Zabiegi uprawowe. W lecie należy co 2 tygodnie nawozić płynnym nawozem wieloskładnikowym. Zakurzone liście czyści się przez ścieranie wilgotną szmatką. Gdy powietrze jest suche można roślinę spryskiwać wodą. Nie wymaga cięcia.